# Vrij onderzoek
Het begrip vrij onderzoek (uit het Frans: libre examen) is sedert de 19e eeuw een methode voor de wetenschapsbeoefening. 
Bij vrij onderzoek wordt een onderwerp aandachtig overwogen zonder daarbij op voorhand uit te gaan van de waarheid van de gedachtegang. De bedoeling is om zich niet te laten leiden door wat al eerder over een onderwerp is onderwezen of gepubliceerd. Het vrije onderzoek wil dus zonder vooroordelen en zonder een beroep op autoriteit, een dogma of een geloof wetenschap beoefenen. Het begrip komt uit De Verlichting en zou voor het eerst gebruikt zijn door de Franse filosoof Nicolas de Condorcet.
Een citaat van Henri Poincaré vat de principes van vrij onderzoek goed samen:

"Het denken mag zich nooit onderwerpen, noch aan een dogma, noch aan een partij, noch aan een hartstocht, noch aan een belang, noch aan een vooroordeel, noch aan om het even wat, maar uitsluitend aan de feiten zelf, want zich onderwerpen betekent het einde van alle denken".

## In België
Aan de oude universiteit van Leuven was het toelatingsexamen een vrij examen (“liberum examen”) over een bepaalde vraag, waarbij de kandidaten werden gekozen op basis van hun intelligentie en kennis.
Sinds de Belgische Revolutie heeft het begrip – in het licht van de Liberaal-Katholieke tegenstellingen in de jonge staat – een specifieke invulling gekregen bij de oprichting van een vrijzinnige universiteit:

Het principe van vrij onderzoek werd opgenomen in de statuten van de (unitaire) Vrije Universiteit Brussel, waarbij bovenstaand citaat van Poincaré als uitgangspunt diende. Bij de oprichting van de ULB (VUB) in 1835, toen Université libre de Belgique, wilden de liberalen, vrijzinnige en anti-klerikale wetenschappers zich hiermee vooral afzetten tegen het dogmatisch of religieus geïnspireerde beoefenen van de wetenschappen, voornamelijk in filosofie, geschiedenis, recht. Het werd zelfs zo strikt geïnterpreteerd dat alle religieus geïnspireerde denkrichtingen werden geweerd bij de opleiding van de studenten. Het werd daardoor op zijn beurt een "anti-klerikaal dogma", want studenten waren niet meer "vrij" een katholieke visie te bestuderen. Later werd het begrip ook toegepast op "onafhankelijk" onderzoek, vrij van geldschieters of commerciële sponsors.
Sedert eind 20e eeuw, met de ontzuiling, wordt het steeds minder strikt vrijzinnig ingevuld, al is er aan de VUB nog steeds een Studiekring Vrij Onderzoek actief die er als dienst over waakt dat de principes van vrij onderzoek er worden toegepast.